# Geenesh Dussain
Geenesh Dussain (* um 1970) ist ein mauritischer Badmintonspieler. 

## Karriere
Geenesh Dussain siegte 1990 bei den Kenya International und 2001  bei den Mauritius International. 1989 und 1991 nahm er an den Badminton-Weltmeisterschaften teil. Bei den Indian Ocean Island Games 1990 belegte er Rang zwei im Herrendoppel mit Jean-Michel Duverge, bei der Badminton-Afrikameisterschaft 1998 Rang drei im Doppel mit Gilles Allet.

## Sportliche Erfolge
| Saison | Veranstaltung           | Disziplin    | Platz | Name                                   |
| ------ | ----------------------- | ------------ | ----- | -------------------------------------- |
| 1990   | Kenya International     | Mixed        | 1     | Geenesh Dussain / Vandanah Seesurun    |
| 1990   | Kenya International     | Herrendoppel | 1     | Geenesh Dussain / Jean-Michel Duverge  |
| 1990   | Kenya International     | Herreneinzel | 1     | Geenesh Dussain                        |
| 1991   | Weltmeisterschaft       | Herrendoppel | 33    | Geenesh Dussain / Jean-Michel Duverge  |
| 2001   | Mauritius International | Herrendoppel | 1     | Geenesh Dussain / Yogeshsingh Mahadnac |